# Bzury (Podlachie)
Pour les articles homonymes, voir Bzury.
Bzury est un village de Pologne, situé dans le gmina de Szczuczyn, dans le Powiat de Grajewo, dans la voïvodie de Podlachie.

## Histoire
En août 1941, des habitants de la ville assassinent une vingtaine de jeunes femmes juives venues du ghetto de Szczuczyn afin d'y effectuer des travaux forcés,.

## Source
- (en) Cet article est partiellement ou en totalité issu de l’article de Wikipédia en anglais intitulé « Bzury, Podlaskie Voivodeship » (voir la liste des auteurs).

1. ↑  « Wyborcza.pl », sur Gazeta Wyborcza (consulté le 14 avril 2023).
2. ↑  « Wyborcza.pl », sur Gazeta Wyborcza (consulté le 14 avril 2023).